# Alberto Soro
Alberto Soro Álvarez (Ejea de los Caballeros, 9 maart 1999) is een Spaans voetballer die doorgaans speelt als middenvelder. In augustus 2024 verruilde hij Granada voor Dinamo Boekarest.

## Clubcarrière
Soro begon zijn carrière bij Ejea en maakte de opleiding af bij Real Zaragoza. Bij deze club maakte hij op 25 augustus 2018 zijn professionele debuut, toen in de Segunda División werd gespeeld tegen Reus Deportiu. De wedstrijd eindigde in 0–0. Soro begon op de reservebank en mocht van coach Imanol Idiakez vijf minuten voor tijd als invaller het veld betreden. Op 8 september 2018 kwam hij voor het eerst tot scoren, op bezoek bij Real Oviedo. Na doelpunten van Álvaro Vázquez, Diogo Verdasca en James Igbekeme tekende Soro drie minuten voor het einde van het duel voor de eindstand: 0–4. De middenvelder tekende in oktober 2018 zijn eerste professionele verbintenis bij Zaragoza. Hij werd direct op vaste basis overgeheveld naar het eerste elftal.
In de zomer van 2019 nam Real Madrid de middenvelder over voor circa tweeënhalf miljoen. In de hoofdstad tekende hij voor vijf seizoenen en hij werd direct weer verhuurd aan Real Zaragoza. Na afloop van deze verhuurperiode liet Soro Real Madrid definitief achter zich, toen hij overgenomen werd door Granada. Bij zijn nieuwe club tekende hij een contract tot medio 2025. In augustus 2023 werd hij voor een jaar gehuurd door FC Vizela. Na deze verhuurperiode werd zijn contract bij Granada in onderling overleg ontbonden. Twee maanden later tekende hij voor Dinamo Boekarest. Bij GD Chaves keerde hij in januari 2025 op huurbasis terug in Portugal.

## Clubstatistieken
| Seizoen | Club             | Competitie       | Competitie | Competitie | Beker | Beker | Internationaal | Internationaal | Totaal | Totaal |
| Seizoen | Club             | Competitie       | Wed.       | Dlp.       | Wed.  | Dlp.  | Wed.           | Dlp.           | Wed.   | Dlp.   |
| ------- | ---------------- | ---------------- | ---------- | ---------- | ----- | ----- | -------------- | -------------- | ------ | ------ |
| 2018/19 | Real Zaragoza    | Segunda División | 29         | 2          | 2     | 0     | —              | —              | 31     | 2      |
| 2019/20 | Real Madrid      | Primera División | —          | —          | —     | —     | —              | —              | 0      | 0      |
| 2019/20 | → Real Zaragoza  | Segunda División | 36         | 4          | 3     | 0     | —              | —              | 39     | 4      |
| 2020/21 | Granada          | Primera División | 15         | 1          | 5     | 1     | 8              | 1              | 28     | 3      |
| 2021/22 | Granada          | Primera División | 16         | 0          | 1     | 0     | —              | —              | 17     | 0      |
| 2022/23 | Granada          | Segunda División | 15         | 0          | 2     | 0     | —              | —              | 17     | 0      |
| 2023/24 | Granada          | Primera División | 1          | 0          | 0     | 0     | —              | —              | 1      | 0      |
| 2023/24 | → FC Vizela      | Primeira Liga    | 21         | 4          | 3     | 0     | —              | —              | 24     | 4      |
| 2024/25 | Dinamo Boekarest | Liga 1           | 6          | 0          | 3     | 0     | —              | —              | 9      | 0      |
| 2024/25 | → GD Chaves      | Liga Portugal 2  | 15         | 0          | 0     | 0     | —              | —              | 15     | 0      |
| Totaal  | Totaal           | Totaal           | 154        | 11         | 19    | 1     | 8              | 1              | 181    | 13     |

Bijgewerkt op 20 juli 2025.